# Gozza
Gozza (in sloveno Goče; in italiano tra le due guerre Gozze; nel XIX secolo in tedesco Gotsche) è un centro abitato della Slovenia, insediamento (naselje) del comune di Vipacco.
È capoluogo di una delle 11 comunità locali in cui si suddivide il comune.

## Storia
In epoca asburgica il centro abitato costituì un comune autonomo del Ducato di Carniola (a sua volta parte sino al 1849 del Regno d'Illiria. Dal punto di vista amministrativo era inserito nel distretto giudiziario di Vipacco (Vipava, Wippach) e in quello politico di Postumia (Postojna, Adelsberg). La località era nota con il toponimo tedesco di Gotsche, con quello sloveno di Goče e con quello italiano di Gozza.
Nel 1920, in seguito alla prima guerra mondiale e al Trattato di Rapallo, passò, come tutta la Venezia Giulia, al Regno d'Italia; nel 1923 il toponimo venne modificato in Gozze, e nello stesso anno il comune venne inserito nel circondario di Gorizia della provincia del Friuli. Nel 1927 passò alla nuova provincia di Gorizia, e l'anno successivo venne aggregato al comune di Vipacco.
Nel 1947, in seguito alla seconda guerra mondiale e ai Trattati di Parigi, il territorio passò alla Jugoslavia. Dal 1991 fa parte della Slovenia.